# Jang Se-hong
Jang Se-hong (* 23. října 1953 Severní Korea) je bývalý severokorejský zápasník. V roce 1980 vybojoval na Letních olympijských hrách v Moskvě stříbrnou medaili ve volném stylu v kategorii do 48 kg. V roce 1978 vybojoval 2. místo na Asijských hrách.